# Cont
Contul este un procedeu specific contabilității, de formă specială, folosit pentru evidența și calculația scrisă, valorică, iar uneori cantitativă, în ordine cronologică și sistematică a existenței și micșarilor unui miljoc economic, unei surse sau unui proces economic pe o anumită perioadă. La baza înregistrărilor în conturi stau documentele justificative.

## Importanța contului
1. Permite ținerea evidenței fiecărui element patrimonial în parte;
2. Asigură înregistrarea sistematică a operațiunilor;
3. Permite cunoașterea în orice moment a situației unui element patrimonial;
4. Face legătura între bilanț și balanța de verificare.

## Definitie
Contul contabil este instrumentul cu ajutorul căruia se ține evidența operațiilor economice. Cu ajutorul contului se urmărește operativ existența și mișcarea elementelor patrimoniale.
Exprimarea se realizează în etalon bănesc (bani) cu ajutorul cărora se evaluează bunurile, datoriile și tranzacțiile economice.
Prin prisma principiului dublei înregistrări a informațiilor, contul contabil se prezintă ca o balanță, sau sub forma literei T, partea stângă purtând numele de Debit, iar partea dreaptă purtând numele de Credit. Într-o parte a contului se înregistrează creșterile iar în cealaltă parte se înregistrează scăderile.
Lista conturilor folosite de o entitate se numeste Plan de conturi.

## Forma contului
În evoluția sa istorică, contul a îmbrăcat mai multe forme grafice de prezentare. În perioada de început a înregistrării operațiilor economice s-a folosit "forma aritmetică" a contului. Grafic, sub această formă, contul se prezenta ca un tabel în care creșterile sau scăderile elementului urmărit prin cont erau înscrise cronologic, iar la sfârșitul fiecărei zile se determina existentul.
Pornind de la forma aritmetică și pentru a înlătura dezavantajele acesteia, s-a perfecționat forma grafică a contului astfel încât să fie posibilă separarea celor două feluri de modificări, mai precis separarea creșterilor de scăderi. În acest scop, s-a conceput o nouă formă grafică a contului, numită forma bilaterală. Grafic, contul se prezintă ca un tabel cu două părți, asemănător literei "T".

Cont Contabil de Activ

Într-o parte a contului se înregistrează creșterile iar în cealaltă parte a contului se înregistrează scăderile. În mod convențional, s-a stabilit ca în cazul conturilor de active patrimoniale separația să se facă de la stânga la dreapta, respectiv în partea stângă a contului se înregistrează existentul și creșterile iar în partea dreaptă a contului se înregistrează scăderile elementului patrimonial urmărit prin cont. În acest mod se fac înregistrările în conturile de active imobilizate, active circulante și procese economice sub formă de cheltuieli.În cazul conturilor de surse patrimoniale (pasive) separația se face invers, de la dreapta la stânga, respectiv în partea dreaptă a contului se înregistrează existentul și creșterile iar în partea stângă a contului se înregistrează scăderile elementului patrimonial urmărit prin cont. În acest mod se fac înregistrările în conturile de capitaluri, datorii și procese economice sub formă de venituri și provizioane.

## Structura contului

### Denumirea contului
Denumirea sau titlul contului reprezintă numele prin care este identificat elementul patrimonial urmărit prin cont. Titlul contului este stabilit în mod unitar de Ministerul Finanțelor Publice și este obligatoriu pentru toți agenții economici. Titlul contului trebuie să fie sugestiv astfel încât să reflecte cât mai exact conținutul economic al elementului urmărit prin cont. Pe lângă titlu, fiecare cont poate fi identificat cu ajutorul unui simbol numeric alcătuit din trei sau patru cifre.

### Cele două părți opuse ale contului
Cele două părți ale contului au rezultat în urma înregistrării separate a celor două tipuri de mișcări (creșteri și scăderi). În mod convențional, partea stângă a contului poartă numele DEBIT, iar partea dreaptă a contului poartă numele CREDIT. 
Debitul și creditul nu au aceeași semnificație (înțeles) pentru toate conturile; semnificația debitului și creditului trebuie apreciată în funcție de conținutul economic al elementului urmărit prin cont. Astfel, în debit se înregistrează existentul și creșterile pentru conturile de active patrimoniale și scăderile pentru conturile de surse patrimoniale (pasive). În credit se înregistrează scăderile pentru conturile de active patrimoniale și existentul și creșterile pentru conturile de surse patrimoniale. Noțiunile debit și credit au fost folosite pentru prima dată în contabilitatea în partidă simplă, în perioada dezvoltării capitalului comercial și se presupune că la originea lor a stat înregistrarea raporturilor juridice dintre debitori și creditori, predominante în acel timp, comparativ cu înregistrarea în conturi a mișcării mijloacelor materiale și bănești.

### Rulajul sau mișcarea
Rulajul reprezintă totalitatea operațiunilor înregistrate într-un cont pe parcursul unei perioade de gestiune, în debit sau în credit, ca urmare a creșterilor sau scăderilor determinate de operațiunile economice. Aceasta înseamnă că la stabilirea rulajului unui cont se face abstracție de existent. Corespunzător celor două părți ale conturilor există rulaj debitor și rulaj creditor. 
Rulajul debitor reprezintă totalitatea sumelor înregistrate în partea stângă a contului pe parcursul în perioadei de gestiune. 
Rulajul creditor reprezintă totalitatea sumelor înregistrate în partea dreaptă a contului pe parcursul unei perioade de gestiune. A înregistra o sumă în debitul contului înseamnă a debita contul respectiv, iar suma înregistrată poartă numele de sumă debitoare. A înregistra o sumă în creditul contului înseamnă a credita contul respectiv, iar suma înregistrată poartă numele de sumă creditoare. 
Semnificația debitării sau creditării unui cont trebuie raportată la conținutul economic al acestuia, respectiv înseamnă creștere sau scădere și invers.

### Explicația
Explicația sumelor înregistrate în cont este necesară pentru a face raportarea la documentul justificativ și a verifica corectitudinea înregistrărilor efectuate. Explicația se poate prezenta în două variante: 
- explicația descriptivă - în acest caz se descrie pe scurt operațiunea economică precizându-se data, felul și numărul documentului justificativ.
- explicația contabilă - în acest caz în dreptul sumei înscrise în cont se precizează denumirea sau simbolul contului utilizat pentru înregistrarea aceleiași operațiuni conform principiului dublei înregistrări.

### Soldul contului
Soldul reprezintă existentul la un moment dat al elementului pentru care s-a deschis contul. Soldul se stabilește ca diferență între totalul sumelor debitoare și totalul sumelor creditoare. 
Pot să apară trei situații: 
- atunci când totalul sumelor debitoare este mai mare decât totalul sumelor creditoare, contul prezintă sold debitor (SD);
- atunci când totalul sumelor creditoare este mai mare decât totalul sumelor debitoare, contul prezintă sold creditor (SC);
- atunci când totalul sumelor debitoare este egal cu totalul sumelor creditoare, contul nu are sold și poartă denumirea de cont "soldat" sau "balansat". La un moment dat un cont nu poate avea decât un singur fel de sold, fie debitor, fie creditor. Conturile balansate nu se înscriu în bilanț deși conținutul lor are o valoare informativă.

Soldul stabilit la sfârșitul unei perioade de gestiune poartă numele de sold final (SF). Acesta apare la începutul perioadei următoare de gestiune drept sold inițial (SI).

## Operarea conturilor
Operarea în debitul și creditul conturilor se face diferit, în funcție de elementul bilanțier pe care îl reprezintă contul respectiv. 
- Pentru conturile de activ, în partea stangă (debit) se înregistrează existentul și creșterile (intrările) iar în partea dreaptă (credit) scăderile (ieșirile).
- Pentru conturile de pasiv, în partea dreaptă (credit) se înregistrează existentul și creșterile (intrările) iar în partea stângă (debit) scăderile (ieșirile).Operarea în conturi se realizează pe baza documentelor de evidență economică.

## Închiderea conturilor
La sfârșitul unei perioade de gestiune, în vederea întocmirii lucrărilor contabile de sinteză (balanța de verificare, bilanțul), conturile se închid. Închiderea conturilor se face prin trecerea soldului lor final în partea opusă aceleia din care a provenit, adică în partea cu totalul sumelor mai mic. 

Pot să apară două situații: 
- conturile care au sold final debitor (SFD) se închid prin trecerea acestuia în creditul conturilor respective;
- conturile care au sold final creditor (SFC) se închid prin trecerea acestuia în debitul conturilor respective.

În ambele situații, soldul final se adună la totalul sumelor mai mic; procedând astfel există o cheie privind exactitatea stabilirii soldului.
La începutul perioadei următoare de gestiune, conturile se deschid. Deschiderea conturilor se face prin înscrierea soldurilor lor finale din perioada precedentă în aceeași parte din care au provenit drept solduri inițiale (SI).Documentul în care se reflectă operațiile din conturi, rulajele și soldurile, se numește fișă de cont pentru operații diverse care se întocmește manual sau cu ajutorul tehnicii de calcul.